# Asgard

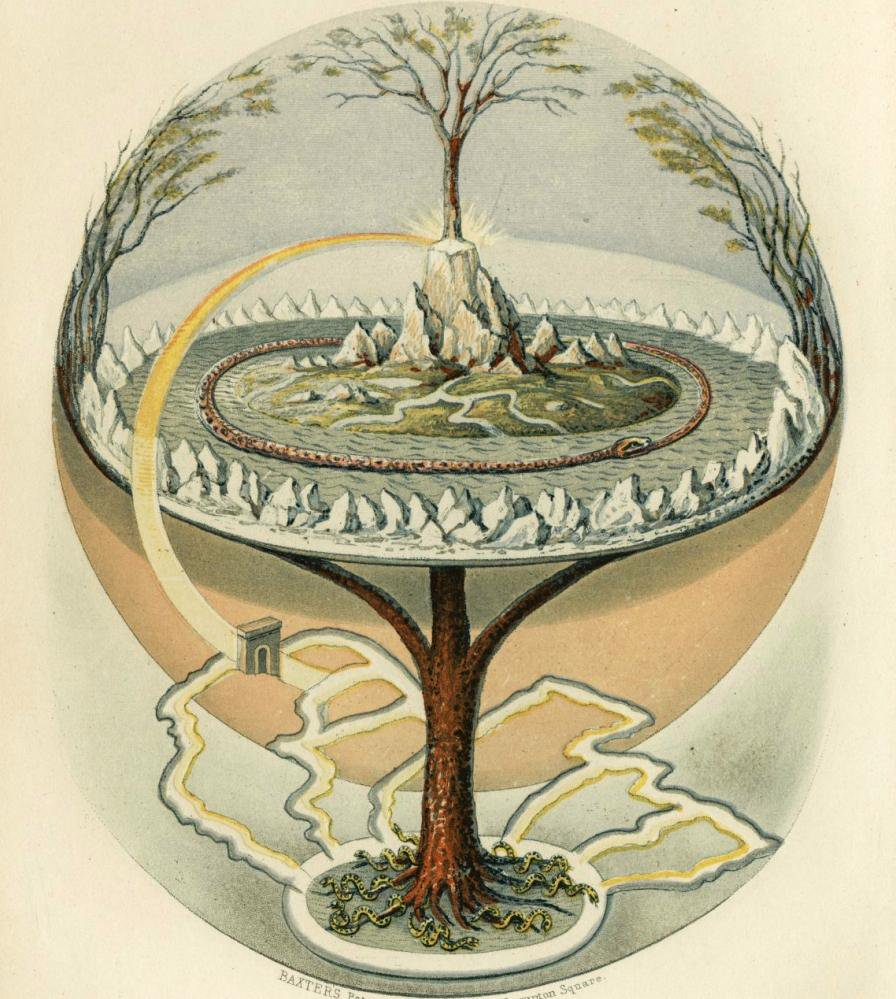
Yggdrasil

Asgard (em nórdico antigo: Ásgarðr) é o reino dos deuses, os Æsir, na mitologia nórdica, mundo separado do reino dos mortais, Midgard.
Asgard era, originalmente, conhecido como Godheim (o repouso dos deuses), pois os primeiros investigadores da mitologia confundiram o nome do mundo dos deuses com o seu castelo mais importante e, neste caso, Godheim se tornou Asgard em muitas fontes históricas.

## Mitologia
Os muros que cercam Asgard foram construídos por um gigante (identificado frequentemente e equivocadamente como Hrimthurs). Como pagamento por seu trabalho, ele deveria receber a mão de Freya em casamento que é uma das deusas mais belas e também Deusa da fertilidade, do sol e da lua. O acordo só valeria desde que o trabalho fosse terminado dentro de seis dias. O gigante possuía um cavalo muito rápido e forte. Odin, que temia a perda das maças douradas da juventude, ameaçou matar Loki se ele não salvasse os deuses do trato. O trapaceiro transformou-se em uma égua e no último dia do acordo ele foi ao local, e seduziu o cavalo mágico do gigante, Svadilfari. Deste modo, o trabalho não foi terminado a tempo, e os deuses conseguiram evadir-se do pagamento. Loki em compensação pela "distração" do cavalo do gigante pariu Sleipnir, o cavalo de 8 patas que posteriormente, foi dado a Odin como um presente. 
O guardião de Asgard é Heimdall.  A planície de Hilda é o centro de Asgard. Os Æsir encontram-se lá para a discussão de temas importantes - os deuses masculinos reúnem-se em um salão chamado Gladsheim, e as deusas em um salão chamado Vingolf. Eles também encontram-se diariamente no Well of Urd, abaixo de Yggdrasil.
Alternativas: Ásgard, Ásgardr, Asgardr 

## Em outras línguas
- sueco e dinamarquês comum: Asgård
- norueguês: Åsgard (também pode ser Åsgård, mas o mais comum é Asgaard)
- islandês: Ásgarður